# Alcelaphus
Az Alcelaphus az emlősök (Mammalia) osztályának párosujjú patások (Artiodactyla) rendjébe, ezen belül a tülkösszarvúak (Bovidae) családjába és a tehénantilop-formák (Alcelaphinae) alcsaládjába tartozó nem.

## Rendszerezés
A nembe az alábbi 1-3 faj tartozik:
- vörös tehénantilop (Alcelaphus buselaphus) Pallas, 1766 – típusfaj
- Káma tehénantilop (Alcelaphus caama) É. Geoffroy Saint-Hilaire, 1803 – korábban a vörös tehénantilop alfajának tekintették (az enwikin még mindig így szerepel Alcelaphus buselaphus caama név alatt)[2]
- Lichtenstein-tehénantilop (Alcelaphus lichtensteinii) Peters, 1849 – korábban Sigmoceros lichtensteinii (az enwiki szerint a vörös tehénantilop alfaja Alcelaphus buselaphus lichtensteinii név alatt)[3]